# 이재원 (1992년)
이재원(1992년 6월 2일 ~ )은 대한민국의 전직 축구 선수이다. 현역 시절 포지션은 공격수였다.